# Calamia deliciosa
Calamia deliciosa är en fjärilsart som beskrevs av Charles Boursin 1957. Calamia deliciosa ingår i släktet Calamia och familjen nattflyn. Inga underarter finns listade i Catalogue of Life.